# بانجيات
البانجيات (الاسم العلمي: Bangiales) هي رتبة من النباتات الحمراء تتبع طائفة البانجانية.

## التصنيف
- البانجات
  - البانجية